# Nermin Alić
Nermin Alić (* 27. November 1986 in Sarajevo, SFR Jugoslawien) ist ein bosnisch-herzegowinischer Eishockeyspieler, der seit 2024 erneut bei den Blue Bulls Sarajevo in der bosnisch-herzegowinischen Eishockeyliga spielt.

## Karriere
Nermin Alić begann seine Karriere beim HK Stari Grad aus seiner Geburtsstadt Sarajevo, für den er ab 2009 in der bosnisch-herzegowinischen Eishockeyliga spielte. In der Folge spielte er auch für den HK Medvjedi Sarajevo, die Blue Bulls Sarajevo und erneut den HK Stari Grad. Seit 2024 steht er erneut bei den Blue Bulls Sarajevo auf dem Eis.

### International
Im Juniorenbereich spielte Alić bei der U18-Weltmeisterschaften der Division III 2004.
Für Bosnien und Herzegowina nahm Alić im Herren-Bereich an den Weltmeisterschaften der Division III 2015, 2016, 2017, 2022, 2023 und 2024, sowie der Qualifikation zur Division III 2019 teil. Zudem vertrat er sein Heimatland bei der Qualifikation für die Olympischen Winterspiele in Peking 2022.
Für den bosnisch-herzegowinischen Eishockeyverband ist Alić seit 2021 als Nationaltrainer im Juniorenbereich tätig.

## Erfolge und Auszeichnungen
- 2024 Aufstieg in die Division III, Gruppe A, bei der Weltmeisterschaft der Division III, Gruppe B